# Spilosoma postmagnipuncta
Spilosoma postmagnipuncta är en fjärilsart som beskrevs av Edward Cockayne 1951. Spilosoma postmagnipuncta ingår i släktet Spilosoma och familjen björnspinnare. Inga underarter finns listade i Catalogue of Life.